# 602
Раннє Середньовіччя. Триває чума Юстиніана. У Східній Римській імперії завершилося правління Маврикія, розпочалося правління Фоки. Лангобарди частково окупували Італію і утворили в ній Лангобардське королівство. Франкське королівство розділене між правителями з династії Меровінгів. Іберію займає Вестготське королівство. В Англії триває період гептархії. Авари та слов'яни утвердилися на Балканах. Центр Аварського каганату лежить у Паннонії.
Китай об'єднаний під правлінням династії Суй. Індія роздроблена. В Японії триває період Ямато. У Персії править династія Сассанідів. Степову зону Азії та Східної Європи контролює Тюркський каганат, розділений на Східний та Західний.
На території лісостепової України в VII столітті виділяють пеньківську й празьку археологічні культури. У VII столітті продовжилося швидке розселення слов'ян. У Північному Причорномор'ї співіснують різні кочові племена, зокрема кутригури, утигури, сармати, булгари, алани, авари, тюрки.

## Події
- Візантійське військо під проводом брата імператора Петра вийшло в похід на Балкани. Воно вступило в сутички зі склавінами, авари продовжували утримувати Залізні Ворота. Восени імператор Маврикій наказав військам зимувати на лівому березі Дунаю, і війська збунтувалися. Лідер бунтарів Фока проголосив себе новим імператором і вирушив на Константинополь. У листопаді в Константинополі відбувся бунт, Маврикій утік в Халкедон, але його там спіймали й стратили разом із членами родини.
- Як наслідок, Персія, шах якої Хосров II мав добрі стосунки з Маврикієм, розпочала війну проти Візантії.
- Слов'яни вторглися в Істрію і Венето[1].
- Перси захопили Аравійський півострів і утримували його 30 років.
- Похід аварів на антів. Остання згадка про антів.
- Гасконське (Васконське) герцогство.

## Виноски
1. ↑  Ferdinand Lot, Les invasions barbares et le peuplement de l'Europe, Payot, 1937